# کارلو کاسولا

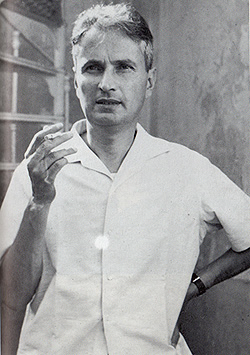
کاسولا در ۱۹۸۸

کارلو کاسولا (ایتالیایی: Carlo Cassola)، (زاده ۱۷ مارس ۱۹۱۷ در رم - درگذشته ۲۹ ژانویه ۱۹۸۷ در مونته کارلو) یک رمان‌نویس و مقاله‌نویس ضد فاشیسم اهل ایتالیا بود که در سال ۱۹۶۰ برنده جایزه استرگا شد.

## کتابشناسی
- دوران خاطره انگیز
- یک رابطه
- قلبی بی احساس (۱۹۶۱)